# Charles de Noailles (1891-1981)
Pour les articles homonymes, voir Charles de Noailles.
Arthur-Anne-Marie-Charles de Noailles est un aristocrate français, né le 26 septembre 1891 dans le 8e arrondissement de Paris et mort le 26 avril 1981 à Grasse. Il fut un important mécène de l’art français, à la fois producteur et collectionneur, ainsi qu'un grand spécialiste des jardins.

## Famille
Charles de Noailles, vicomte de Noailles, était le fils puîné de François-Joseph de Noailles (1866-1900), prince de Poix, et de Madeleine-Marie-Isabelle Dubois de Courval (1870-1944).
À Grasse, il épouse en 1923 Marie-Laure Bischoffsheim, de onze ans sa cadette, héritière d'une immense fortune, personnalité singulière, connue autant pour ses excentricités légendaires que pour ses très grandes connaissances artistiques.
Ensemble, tout au long de leurs vies, ils firent preuve d'une grande générosité envers les artistes et créateurs de leur temps.
Le couple eut deux filles :
- Laure de Noailles (1924-1979) (Mme Bertrand de La Haye-Jousselin)
- Nathalie de Noailles (1927-2004) (Mme Alessandro Perrone).

Avec son épouse, il vit dans l'hôtel particulier commandé par le grand-père de cette dernière, 11 place des États-Unis (16e arrondissement de Paris).

## Hôtes du monde artistique
Issu de la maison de Noailles, Charles de Noailles est connu pour avoir soutenu les artistes surréalistes, collectionné leurs œuvres, imposé en véritable styliste des choix esthétiques radicaux.
À Hyères, le couple se construisit une grande maison, afin de pouvoir y accueillir beaucoup de monde. Conçue par Robert Mallet-Stevens, cette vaste demeure de style moderniste, comptant plus de vingt-cinq chambres d'amis, est alors le rendez-vous incontournable de la société artistique et mondaine parisienne sur la Côte d'Azur. Beaucoup d'artistes du mouvement surréaliste sont invités à y prendre leurs vacances d'hiver (cette résidence est connue pour avoir disposé de la première piscine privée couverte française). Parfois, certains osent persifler : « Les surréalistes mangent dans la main des Noailles. » Dans un entretien radiophonique en 1980 sur France Culture, avec sa sobriété habituelle, le vicomte se contentera de déclarer : « Nous aimions nous amuser avec des gens intelligents et de valeur ».
Parmi ces invités figure le poète René Crevel (1900-1935), sans doute le fidèle le plus proche de Charles et Marie-Laure de Noailles, qui le soutiennent et le protègent et sans qui, pour reprendre les mots d'André Breton, « il eût manqué une des plus belles volutes du surréalisme ». Dans la préface d'une réédition en 1974, de La Mort difficile de Crevel, Salvador Dalí raconte comment il fut chargé d'apprendre aux Noailles la nouvelle de la mort de leur ami par suicide.

## Cinéma
Noailles a financé deux chefs-d’œuvre du cinéma d'art et d'essai des débuts du parlant : le film de Jean Cocteau, Le Sang d'un poète, et celui de Luis Buñuel, L'Âge d'or, auxquels on peut ajouter un film plus expérimental, Les Mystères du château de Dé, réalisé par Man Ray.

### Le Sang d'un poète
À propos de la genèse du Sang d’un poète, Jean Marais rapporte : « Jean Cocteau a été amené au cinéma par un ami, Charles de Noailles, qui voulait qu’il réalise un dessin animé car le mécène aimait ses dessins. Jean, effrayé par la quantité de travail qu’aurait nécessité la réalisation d’un dessin animé a répondu au vicomte : "Écoutez, je vais faire un film en prenant des personnages qui ressembleront à mes dessins" ».

### L'Âge d'or
L'autre film financé par les Noailles, L'Âge d'or de Buñuel, provoqua lors de sa sortie publique, le 28 novembre 1930 au Studio 28, un des plus fameux scandales de l'histoire du cinéma. Le 3 décembre, un groupe de militants des ligues d'extrême droite (jeunes gens de la Ligue des patriotes) investirent la salle de cinéma montmartroise, déchirèrent l'écran et les tableaux surréalistes accrochés dans le hall. Interdit de projection par le préfet de police Jean Chiappe, le film fut saisi le 11 décembre, et interdit. Il ne s'agissait cependant que de la copie de projection amputée des coupes imposées. Le négatif original fut caché et conservé par la famille. En 1937, une copie tronquée circula même sous le titre Dans les eaux glacées du calcul égoïste. L'interdiction de projection ne serait levée qu'en 1981 et le négatif original a fini par être donné en 1989 au musée national d'art moderne.
À la suite du scandale, le vicomte faillit être exclu du cercle du Jockey Club dont il était, par son statut, un des membres les plus éminents depuis 1914 (il devance finalement son éviction et démissionne) ; de même, menacé d'excommunication, sa mère, la princesse de Poix, dut aller plaider sa cause au Vatican,.

### Les Mystères du château de Dé
En 1929, Man Ray, jeune photographe américain proche des surréalistes, réalise un film de commande pour le vicomte : Les Mystères du château de Dé, allusion au poème de Stéphane Mallarmé Un coup de dés jamais n'abolira le hasard.
Noailles s'est adressé à Man Ray, déjà connu pour son film L'Étoile de mer, pour réaliser un film en l'honneur de sa toute nouvelle villa d'Hyères.
À propos de l'origine des Mystères du château de Dé, Man Ray écrit dans ses Mémoires : « Tout d'abord cette proposition me parut sans intérêt aucun. J'hésitais. Le vicomte en homme charmant m'assura qu'il m'aiderait de toutes les manières possibles, et que ce travail serait rémunéré. Comme je serais tout à fait libre, et que le film ne serait qu'un documentaire, n'exigeant aucune invention de ma part, ce serait un travail facile, machinal et qui ne changerait en rien ma décision de ne plus faire de films. J'étais rassuré à l'idée que celui-ci ne serait pas présenté au grand public ». Noailles quant à lui exprimera aussi très tôt ses doutes. Au seuil du printemps 1929, à la fin du tournage, il confiera : « Je pense d'ailleurs que le film aura des photos très jolies provenant du talent de Man Ray mais je suis moins sûr de la qualité du film lui-même, dont le scénario et le jeu me paraissent un peu abracadabrants ».

## Mécène

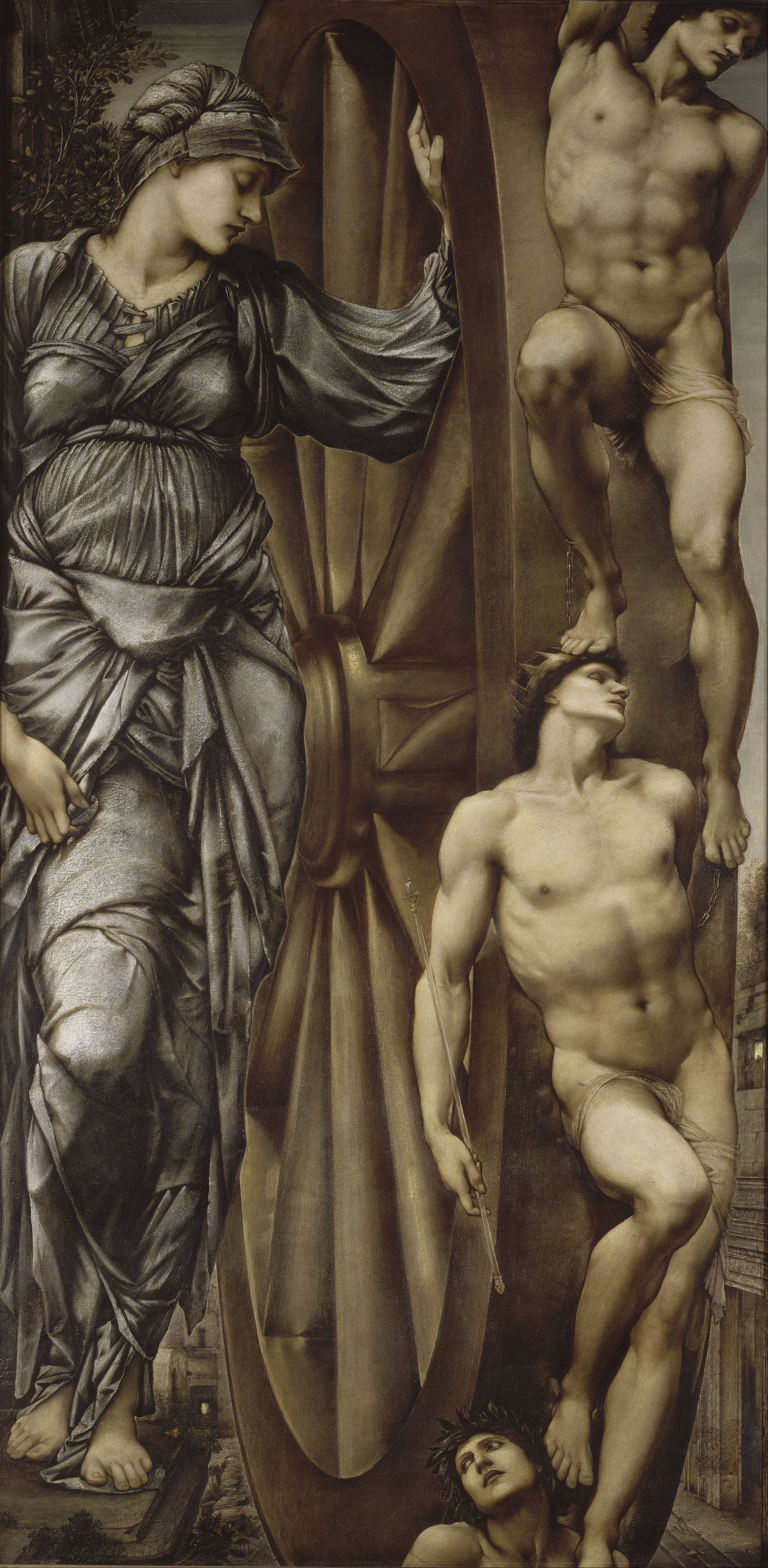
La Roue de la Fortune, par Edward Burne-Jones, une acquisition de Charles de Noailles.

Mécène, le vicomte le restera tout au long de sa vie; doté d'un œil très vif, souvent précurseur dans ses choix picturaux, il fut, par exemple, le premier collectionneur français à acquérir dès 1924 un tableau du peintre allemand Paul Klee alors peu connu à Paris.
Il achète avec son épouse les manuscrits de René Char, Robert Desnos ou encore Georges Bataille.
Le peintre Piet Mondrian qui vécut à Paris de 1919 à 1939 n'eut jamais aucun collectionneur français disposé à acquérir ses toiles, excepté le vicomte qui acheta la Composition avec gris et noir en décembre 1925 à la première exposition internationale d’art non figuratif L'art d'aujourd'hui.
L'autre grand fondateur du mouvement De Stijl, Theo van Doesburg composera  la Chambre des fleurs de la villa d'Hyères : une rythmique de couleurs primaires pour un des rares exemples français de « maisons à compositions chromatiques ».
À l'inverse, le collectionneur se tient à contre-courant du goût général de ces années du modernisme d'avant-guerre lorsqu'il fait l'acquisition, en 1932, de La Roue de la Fortune, tableau d'Edward Burne-Jones, à une époque où les artistes du mouvement préraphaélite connaissent une certaine désaffection.
Dans l'effervescence des nouveaux mouvements picturaux de l'après-guerre, Noailles reste un amateur perspicace en achetant dès 1948 un tableau de Nicolas de Staël lors d'une visite dans l'atelier parisien du peintre.
Il offrit à Jean Cocteau une maison de pêcheurs à Saint-Mandrier (Var), que l'écrivain appelait « le port où je voudrais vivre » et où, le 18 août 1932, il termina le manuscrit de La Machine infernale, une de ses plus importantes œuvres théâtrales ; un pavement extérieur noir et blanc a dû être dessiné par lui.
Type même de l’aristocrate éclairé au goût très sûr, son caractère est assez proustien : si l'attitude d'esthète absolu relève plutôt d'un Charles Swann, le second fils du prince de Poix aurait été un modèle possible d’un personnage secondaire d'À la recherche du temps perdu, Le Fils du prince de Foix, un ami proche du cercle de Robert de Saint-Loup et qui apparaît dans le second tome de Le Côté de Guermantes.

## Donations aux musées
Dès 1926, il avait tenu à offrir au musée du Louvre Le Laboureur, dessin de Georges Seurat, artiste mort trente-cinq ans plus tôt et alors absent des collections nationales.
Dans les années 1930, Noailles soutient la Mission Dakar-Djibouti de Marcel Griaule avant d'être nommé président de la Société des amis du musée de l'Homme, institution muséale qui ouvrira à l'occasion de l'exposition universelle de 1937 au palais de Chaillot. Au même moment, il accompagne la création du musée national des arts et traditions populaires, singulier projet muséographique mis en place par Georges Henri Rivière.
En 1951, il fait don au musée national d'art moderne de La Table surréaliste, plâtre original de la sculpture créée par Alberto Giacometti et achetée le 20 juin 1933, lors de l'exposition surréaliste à la galerie Pierre Colle à Paris (MNAM Inv. : AM 960 S).
En 1971, il exerce à nouveau sa libéralité au profit du musée en offrant, en souvenir de son épouse morte en 1970, un dessin du néo-classicisme français : Étude d'homme pour le Rêve du bonheur de Pierre-Paul Prud'hon (1753-1823), une étude de nu masculin datée de 1819 et traitée avec une dextérité remarquable aux crayons noir et blanc sur papier bleu (musée du Louvre, département des arts graphiques : RF 34544).

## Bibliophilie
Grand bibliophile, il mandate en 1929 l'éditeur et essayiste Maurice Heine afin qu'il rachète à Berlin le manuscrit original des Cent Vingt Journées de Sodome de Sade. L'éditeur rapporte les rouleaux au mécène et en publiera de 1931 à 1935, une édition limitée aux « bibliophiles souscripteurs » qui, en raison de sa qualité, est toujours considérée comme la seule véritablement originale.

## Aristocrate-jardinier
Le mécène fut aussi un créateur de jardins et un grand connaisseur en botanique.
En 1977, il copublia avec le journaliste-jardinier Roy Lancaster un ouvrage illustré Plantes de jardins méditerranéens.
Dès les années 1920, à Hyères, il commande à Gabriel Guevrekian un « jardin cubiste » ; il conçoit aussi lui-même un jardin de plantes méditerranéennes, agencé en terrasses autour de sa résidence du Clos Saint-Bernard pensée par l'architecte Robert Mallet-Stevens.
Après la guerre, il délaissa au profit de son épouse cette villa hyéroise qui avait été pensée à l'origine comme une maison de vacances d'hiver et dont le terrain, malgré les multiples aménagements, restait très sec.
Charles de Noailles choisit alors d'habiter à l'année une bastide du XVIIIe siècle située à Grasse (Alpes-Maritimes), entourée d'une ancienne oliveraie et connue sous le nom de « l'Ermitage de Saint-François ».
L'aristocrate-jardinier devait reprendre sur la Côte d'Azur les principes esthétiques déjà mis en place à Fontainebleau, où il avait recomposé le parc de l'Ermitage de Pompadour , ancienne résidence de la favorite de Louis XV.
acquise par ses parents après la première guerre mondiale.
Cette demeure « réalisait cet idéal d'une bâtisse parfaitement adaptée à son usage […], obéissant à des règles géométriques simples » (Adrien Goetz) ; il y installa des statues du XVIIIe, des obélisques, des charmilles, y fit transférer le banc et la fontaine sculptés par Henri Laurens pour le jardin de son hôtel parisien, qu'il ferma et dont il fit transférer une partie de ses collections ; il destina cette propriété à sa fille Nathalie, qui y reçut, entre autres, Fulco di Verdura. Un article (cf. bibliographie) montre l'intérieur de cette résidence en 1958.
Dans les années 1950, son jardin de Grasse largement irrigué par une source, baigné de fontaines, cascades et bassins, cloisonné en « chambres végétales » ménageant toutefois des ouvertures sur le grand paysage du littoral, truffé de sculptures antiquisantes, colonnes et autres obélisques parmi les collections de rares camélias, cerné de hauts buis taillés en formes architecturées, s'impose comme un modèle « post-moderniste » avant la lettre.
Le projet de Grasse s'inscrit à l'exact opposé du style moderne international développé avant la guerre à Hyères où Mallet-Stevens avait mis en application les préceptes fondateurs du mouvement rationaliste : fonctionnalité, lisibilité, clarté du plan, épuration des éléments décoratifs.
À l'inverse du Clos Saint-Bernard, laissé en friche durant deux décennies, le jardin de l'Ermitage Saint-François n'a jamais connu de période d'abandon et reste l'exemple le plus parfait d'un jardin anglais teinté de références italianisantes. Le vicomte n'avait-il pas dessiné à la tour de Saint-Loup-de-Naud (Seine-et-Marne) le jardin dit « à la florentine », avec son extraordinaire descente de buis, propriété de l'auteure britannique Violet Trefusis très liée à la créatrice du parc de Sissinghurst Castle ? 
Son approche du paysage était en effet anglaise avec des réminiscences renvoyant au jardin italien : longtemps vice-président de la Royal Horticultural Society, il comptait parmi ses amis le major Lawrence Johnston (jardin Serre de la Madone, Menton et Hidcote, Gloucestershire en Angleterre), Russell Page et Norah Warre (villa Roquebrune), qui jardinaient sur la Côte d'Azur à la même époque.
Des subtilités sont perceptibles à chaque détour du jardin : pour l'allée couverte constituée d'une ligne de Cercis silisquastrum par exemple, Russel Page avait suggéré au vicomte de planter un arbre de Judée à fleurs blanches pour cinq arbres à fleurs roses. L'ensemble paysager créé à Grasse a été ainsi préservé de tout effet purement ostentatoire : « Un mauvais jardin reflète la richesse de son propriétaire ; un bon, sa personnalité », résumait simplement Noailles.
En horticulture, on a donné à une variété du Camellia sasanqua le nom de Vicomte de Noailles, ultime hommage au jardinier-aristocrate des hauteurs de Grasse. Sa floraison ornementale à dominante rose est d’un effet discret et d'une  élégance retenue.

## Apparitions télévisées
- 1973 : Le Lys de Paule de Beaumont.

### Archives
- Fonds Charles et Marie-Laure de Noailles (1928-1938) [archives écrites et photographiques ; 6 boites].  Cote : NOAI 1 - 6. Paris : Bibliothèque Kandinsky, Centre Pompidou (présentation en ligne).

### Pages connexes
- Site de la villa Noailles
- Charles et Marie-Laure de Noailles
- Villa Noailles